# Дон Карлос Старший
Дон Ка́рлос Мари́я Иси́дро де Бурбо́н (исп. Carlos María Isidro de Borbón; 29 марта 1788[…], Аранхуэс, Мадрид — 10 марта 1855[…], Триест) — испанский инфант, сын короля Карла IV и Марии-Луизы Пармской, младший брат Фердинанда VII. Претендент на испанский престол с 1833 по 1844 год. Для отличия от внука, также развязавшего гражданскую войну, известен как Дон Ка́рлос ста́рший.

## Биография
Вместе с братом Карлос был завлечён Наполеоном в Байонну, где был принуждён к отречению от прав на престол. В 1814 году, после реставрации Бурбонов, Карлос вернулся в Мадрид и женился на дочери португальского короля Жуана VI Марии Франческе де Браганса, от которой имел трёх сыновей (средний сын Хуан, граф Монтисон, впоследствии претендовал также на французский престол).
21 января 1817 года награждён орденом Св. Андрея Первозванного.
Из-за того, что у Фердинанда VII не было сыновей, Карлос считал себя наследником престола. Вокруг него группировалась партия крайних приверженцев абсолютизма и клерикалов, известных под именем карлистов (апостоликов) и являвшихся главными виновниками восстаний, тревоживших Испанию с 1833 года.
После смерти брата и провозглашения королевой его малолетней дочери Изабеллы II, Карлос провозгласил себя в Стране Басков королём Карлом V и развязал первую карлистскую войну, продолжавшуюся до 1839 года.
В 1844 году Карлос отрёкся от своих прав в пользу своего старшего сына. В 1847 году Луи-Филипп разрешил ему удалиться в его австрийские владения, где он и провел остаток своей жизни под именем графа Молины.

## Семья и дети
22 сентября 1816 года первым браком женился на своей племяннице, инфанте Марии Франсишке Португальской, дочери короля Португалии и Бразилии Жуана VI и Карлоты Жоакины Испанской. Супруги имели трёх детей:
- Инфант Карлос Луис (31 января 1818 — 13 января 1861)
- Инфант Хуан (15 мая 1822 — 18 ноября 1887)
- Инфант Фернандо[исп.] (19 октября 1824 — 2 января 1861)

Овдовев в 1834 году, дон Карлос в октябре 1837 года женился вторым браком на инфанте Марии Терезе Португальской, ещё одной дочери короля Португалии и Бразилии Жуана VI и Карлоты Жоакины Испанской, старшей сестре Марии Франсишки. Второй брак был бездетным.